# ヘヴェシュ県
ヘヴェシュ県（Heves (ハンガリー語: Heves vármegye, 発音 [ˈhɛvɛʃ])）とは、ハンガリー北部の県。県都はエゲル。人口は約33万人。
ハンガリー北部に位置しており、ノーグラード県、ボルショド・アバウーイ・ゼンプレーン県、ヤース・ナチクン・ソルノク県、ペシュト県と接している。県の北部は山岳地帯であり、ビュック国立公園がある。南部には平野が広がり、農業が盛んに行われている。県の南東にあるティサ湖は、ハンガリー最大の人造湖である。ティサ川の洪水対策として1973年に建設された。

## 主な市町村
この県には以下の市町村が含まれる。
- エゲル市
- アンドルナクターリャ
- デミェーン
- エゲルバクタ
- エグルサローク
- フェルネーメト
- フェルシェータールカニ
- ケレチエンド
- マクラールターリャ
- ノスヴァイ
- ノヴァイ
- オシュトロシュ
- アルデブレー村およびフェルデブレー村

## 国際関係

### 姉妹都市
ヘヴェシュ県は以下の都市と姉妹都市の関係にある:
| - バンスカー・ビストリツァ県 - コヴァスナ県 - ハルギタ県 | - ロワール＝アトランティック県, ペイ・ド・ラ・ロワール地域圏 - プシェムィシル県, マウォポルスカ - ヴェルムランド県 |